# 底
在幾何學中，底是指一個幾何形狀可供參考其性質（如面積、體積或對稱性）的形狀，整個幾何形狀皆存在參考於底的性質，且底可以決定整個幾何體的對稱性。底依幾何形狀所在的維度會有所區別，例如二維空間的底可能是一條邊（即底邊）、三維空間的底可能是一個面（即底面）。例如，三角錐台的底是三角形，且其對稱性取決於其底三角形，每個截面皆與其底相似。又例如四角錐，其對稱性關於四邊形，因此四角錐的底為四邊形。底不一定會是多面體中的某一個面，例如雙五角錐，其底為五邊形，但其不存在五邊形的面；以及三面形，其底為三角形，但其不存在三角形的面。
底這個術語通常適用於三角形、平行四邊形、梯形、圓柱體、圓錐體、錐體、平行六面體和錐台。

## 定義
一般而言，底指一般多邊形最下方的一個邊，特別是垂直於測量高度的一側或被認為是幾何結構“底部”的一側。然而隨著圖形種類不同，底的定義也會有差別。在三維空間中的底一般稱為底面、四維空間中則稱為底胞。
在討論一些具有二面體群對稱性的幾何體（如雙錐體、柱體等）時，底通常是能夠表示其對稱性的參考平面圖形，例如雙五角錐為五邊形的二面體群對稱性，因此雙五角錐的底為五邊形，或者說雙五角錐是以五邊形為底的雙錐體；又例如六角柱的對稱性未六邊形的二面體群對稱性，因此六角柱的底為六邊形。
在梯形中，底是指一組平形邊，上面（或較短的）稱為上底，而下面（或較長的）稱為下底。
在三角形中，一般稱底為已經找到一條垂直於該邊的高的邊，因此已知底的三角形可以求面積:1/2 底*高，然而直角三角形，只要另一股為底，則另一股為高。此外，等腰三角形，除了兩等長編之外的另一邊稱作底。
在正多邊形中，每個邊都可以作為底邊。

## 底角
底角是指底邊和與底邊相鄰的邊所夾的夾角。

## 底面
在幾何學中，底面是指一個立體圖形最下方的一個面，通常會稱跟整體對稱性或其他性質有關的面為底面，例如三角柱的底面為三角形。
底面在不同幾何體裡皆有不同的定義，但大部分都是指在最下端的一面。一般稱位於下方的底面為下底面，位於上方且平行於下底面的面稱為上底面。
在柱體中，底面是兩個互相平行的面，被側面所連接
在錐體中，底面是一個多邊形，該多邊形的邊緣皆有面連到該多邊形算在面的面外一點。一般的正錐體的底面，是垂直於旋轉對稱軸的那一個面。
再圓柱和圓錐中，只有底面是平面，其它都是曲面。
在柏拉圖立體中，底面是當前位於該多面體最下端的一個面，且經過旋轉可使每個面皆可以作為底面

### 側面
在幾何學中，側面是相對於底面的概念，通常是表示多面體中的一些面，一般指不是底面的其他面或無法決定多面體對稱性的面。
例如在一個錐體中，底部可以直接決定立體對稱性的面稱為底面，其餘的三角形面稱為該錐體的側面。

## 在計算面積或體積的作用
一般的幾何形狀通常使用底（連同高）來計算其面積或體積。在談到這些過程時，幾何形狀底部的尺寸（長度或面積）通常稱為其“底”。
透過這種用法，平行四邊形的面積、棱柱或圓柱的體積可以透過將其“底”乘以其高來計算；同樣，三角形的面積、圓錐和棱錐的體積可以用底和高的乘積再乘上一個係數來計算。有些幾何形狀有兩個平行底（例如梯形和錐台），在計算其面積或體積時通常會需要結合兩個底來確定其值。

## 在其他領域中
- 在魔術方塊中，底面一般是指用層先法解魔術方塊時，將最先完成的一面置於底，稱底面。